# Palazzo Ruggeri a Trastevere
Palazzo Ruggeri a Trastevere é um palácio localizado na altura do número 33 da Via del Moro, no rione Trastevere de Roma.

## História
A origem desta palácio era uma pequena casa de propriedade de Scipione Perotti, que era circundada por um terreno não edificado e vizinho de um outro terreno de propriedade de Antonia Avesa, esposa de Silvio Ruggeri. Em 1541, Ruggeri adquiriu a casa e o terreno dos Perotti para construir uma espécie de isola ("ilha") da família no local. Em 1583, seu filho Pompeo adquiriu de Lucrezia Rocca outras casas vizinhas e deixou todos os imóveis e o terreno aos filhos que, em caso de extinção de família, a propriedade seria deixada para a Compagnia del Salvatore. E foi assim que, mortos os filhos de Pompeo, todas as propriedades passaram para o Ospedale del Salvatore e à Confraternità degli Orfanelli, que mandou reformar as casas, unificando-as num único complexo. 

## Descrição
O palácio se abre num grande portal de silhares rusticados flanqueado pelas janelas emolduradas do mezzanino. Acima de uma cornija marcapiano, que corre por toda a fachada, se abre uma longa filha de janelas de moldura simples. A Via del Moro ganhou notoriedade no início do século XX por ter sido o cenário (ainda com a denominação de vicolo) do drama "Er fattaccio", de Americo Giuliani.